# Nhà thờ chính tòa

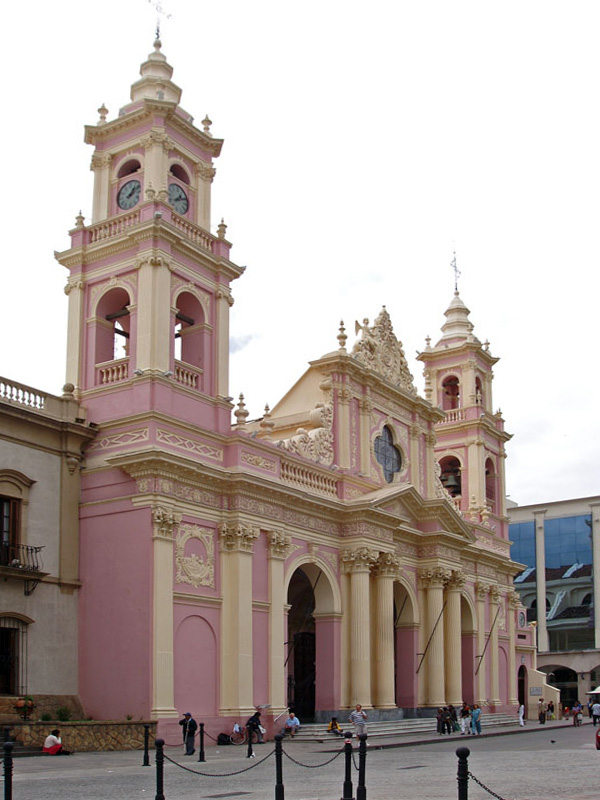
Nhà thờ chính tòa Salta, Argentina

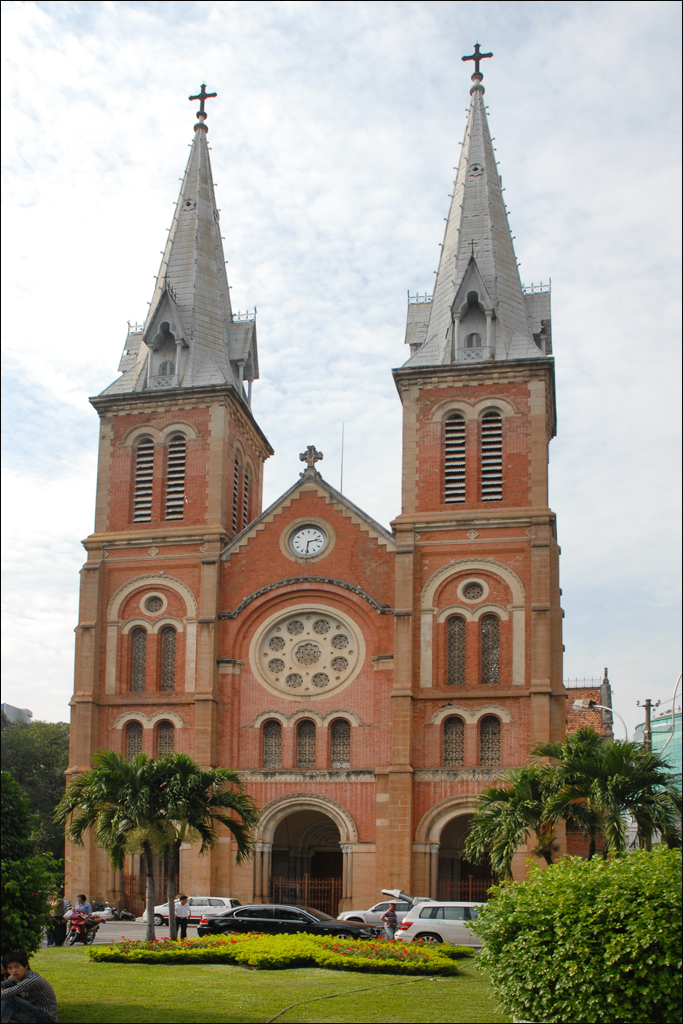
Nhà thờ chính tòa Đức Bà Sài Gòn của Tổng Giáo phận Sài Gòn, đồng thời là một Vương cung thánh đường.

Nhà thờ chính tòa (tiếng Latinh: Ecclesia cathedralis, gốc từ cathedra nghĩa là "cái ngai") là nhà thờ chính của một giám mục trong các giáo phận hay tổng giáo phận thuộc các Giáo hội Kitô giáo, nơi có đặt tòa giám mục (ngai) của giám mục cai quản giáo phận (hay tổng giáo phận) đó. 
Là nhà thờ mẹ của một giáo phận và hàng giáo sĩ tại đó được xếp cao hơn các giáo sĩ khác. Nhà thờ chính tòa phải được cung hiến với nghi thức trọng thể. Vì tính chất quan trọng nên trong tiếng Việt, nó còn được gọi là Nhà thờ lớn mặc dù không hẳn nó là nhà thờ có quy mô nhất trong khu vực đó.

## Từ gốc

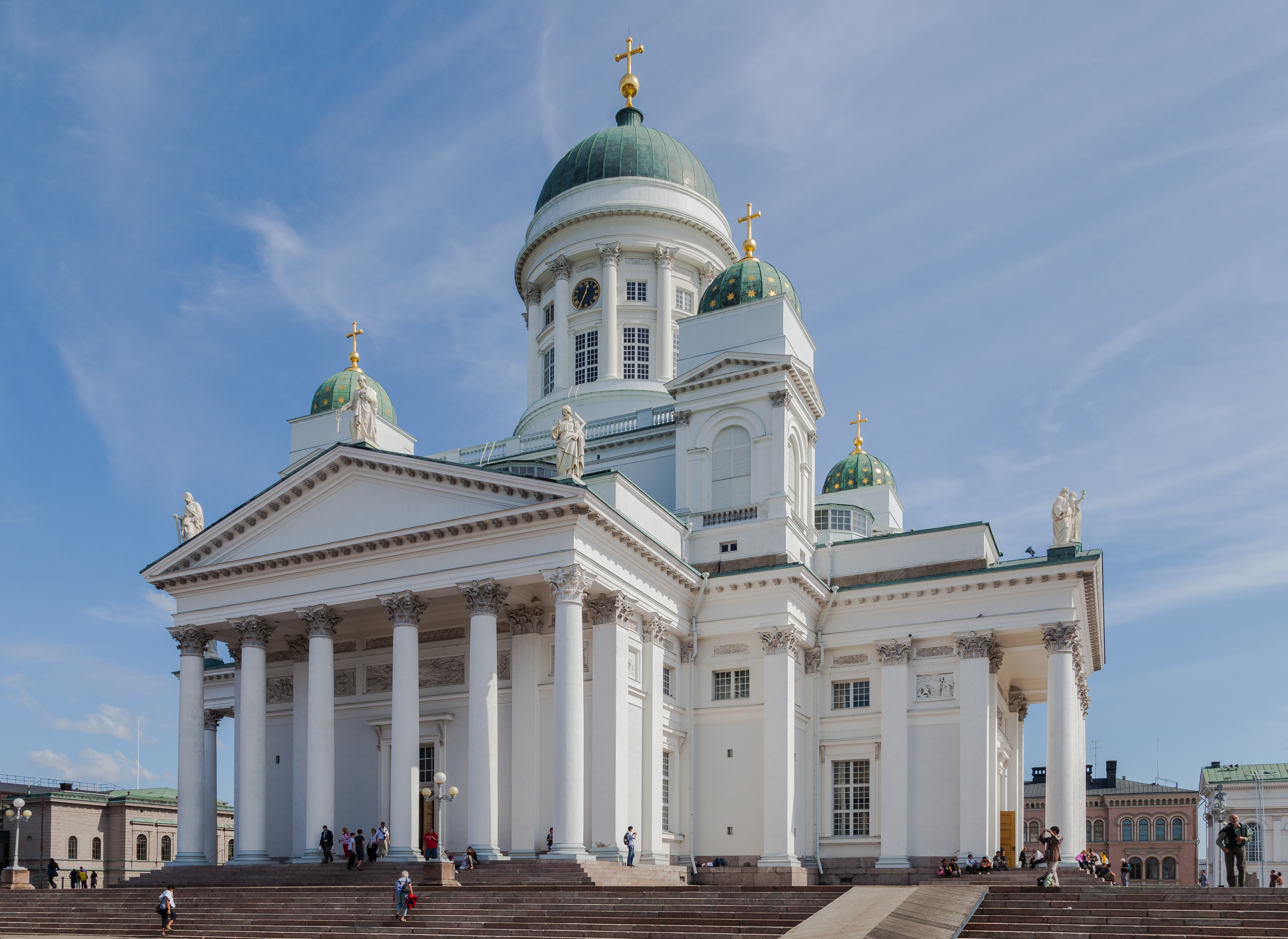
Giáo phận Helsinki.

Từ ngữ "Cathedral" xuất xứ từ chữ Hy Lạp kathedra (chữ Latin: cathedra), chỉ ngai tòa (chỗ ngồi, ghế ngồi) của vị Giám mục cai quản giáo phận, trong nhà thờ của mình. Từ này được dùng lần đầu để gọi nhà thờ chính tòa Taragona (vùng Catalonia, Tây Ban Nha) năm 516, với tên ecclesia cathedralis (nhà thờ mà Giám mục có ngai tòa).
Trong các nhà thờ chính tòa thời xưa, ngai (ghế ngồi, cathedra) của vị Giám mục cai quản giáo phận được đặt ở cuối gian cung thánh, phía trước là bàn thờ được đặt trên một bục cao hơn nền (thường là trên một nấm mộ của một thánh tử đạo). Trong ngôi nhà thờ lớn nhất châu Âu và nổi tiếng nhất thế giới là Nhà thờ thánh Phêrô ở Vatican, còn giữ một ngai của vị tông đồ trưởng, bao quanh bằng một tòa bằng đồng thau, ở phía sau bàn thờ chính. Tuy nhiên ngày nay, Nhà thờ thánh Phêrô không phải là nhà thờ chính tòa của giáo phận Rôma (cũng như của giáo hoàng, người cai quản giáo phận này), mà nhà thờ chính tòa của giáo phận này là Vương cung thánh đường Thánh Gioan Latêranô (San Giovanni in Laterano).
Ngai Giám mục là dấu chỉ và biểu tượng của quyền giảng dạy, quyền cai quản và quyền xét xử của Giám mục ("giáo quyền" hoặc "bản quyền"). Thời xưa, nhà thờ chính tòa không chỉ là nơi để thờ phượng, mà ngay từ các thế kỷ đầu của Kitô giáo, nó còn mang tính cách một tòa án thiêng liêng, và các nhà thờ chính tòa vừa là tòa nhà tôn giáo vừa là tòa nhà dân sự cho mãi tới thế kỷ 14. Người ta tụ họp tại đây không chỉ để dự các lễ nghi tôn giáo, mà còn vì những mục đích chính trị, hành chính. Mỗi nhà thờ chính tòa, đặc biệt là trong Giáo hội Công giáo trước đây và trong Anh giáo, đều có một kinh sĩ đoàn (capitulum) phục vụ.

## Các cấp nhà thờ chính tòa

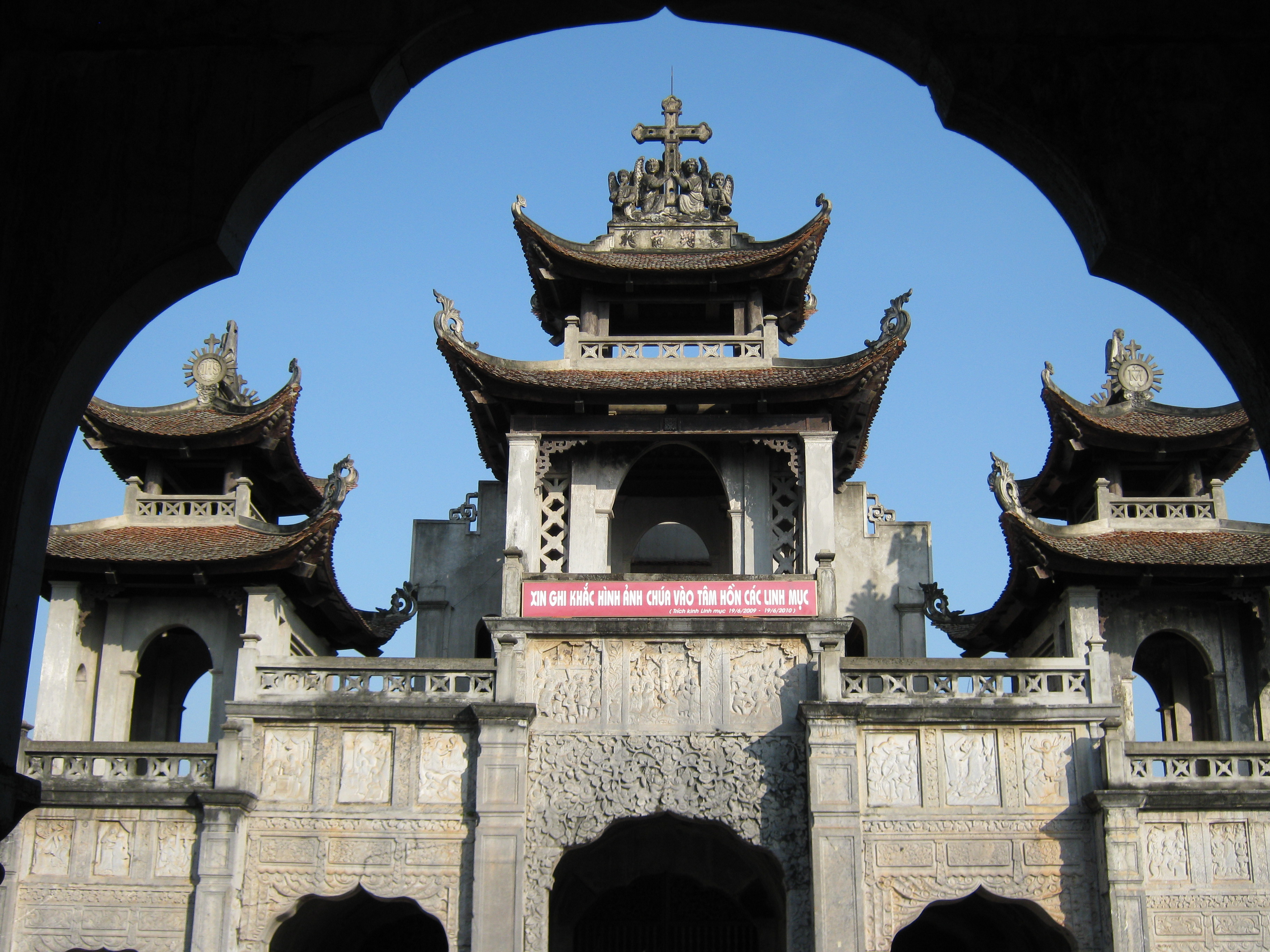
Nhà thờ chính tòa Phát Diệm.

Các nhà thờ chính tòa có nhiều phẩm cấp khác nhau:
- Một nhà thờ giáo xứ mà trước kia từng là nhà thờ chính tòa của giáo phận thì gọi là proto-cathedral
- Một nhà thờ giáo xứ được tạm thời dùng làm nhà thờ chính tòa của giáo phận, gọi là pro-cathedral
- Một nhà thờ dùng làm nhà thờ chính tòa phụ của Giám mục giáo phận, gọi là co-cathedral
- Nhà thờ chính tòa của Giám mục cai quản giáo phận, gọi là cathedral
- Nhà thờ mà có các nhà thờ chính tòa của giáo phận các tỉnh phải phụ thuộc, gọi là metropolitan cathedral (nhà thờ chính tòa Giáo miền)
- Nhà thờ có các nhà thờ chính tòa Giáo miền trực thuộc, gọi là primatial cathedral (nhà thờ chính tòa Tổng giáo phận)
- Nhà thờ chính tòa cấp cao nhất mà các nhà thờ chính tòa mọi cấp phải phụ thuộc, gọi là patriarchal cathedral (nhà thờ chính tòa của Thượng phụ)